# Unterberger (Familie)
Unterberger war eine aus zwei Generationen bestehende österreichische Orgelbauerdynastie in Tirol.

## Leben
Bartlmä Unterberger (* 22. November 1773 in Auffach/Tirol; † 4. März 1847 in Oberau/Tirol) war als Lehrer, Mesner und Organist in Auffach tätig und baute dort seine erste Orgel mit acht Registern. Ab ca. 1815 scheint er in Wörgl als Bauer, Tischler und Orgelmacher auf, wo er bei seinen Orgeln zumindest zeitweise von seinem ältesten Sohn, Bartlmä Unterberger d. J. (1804–1846) unterstützt wurde. Ein weiterer Sohn dürfte Johann Unterberger (1810–1858) sein, der in der Walachei in Rumänien als Orgelmacher und Alpensänger starb.
Josef Unterberger (* 28. April 1818 in Wörgl; † 10. Dezember 1892 ebenda) war der dritte Sohn von Bartlmä U. und auch als Orgelmacher und als Lehrer in Unterlangkampfen/Tirol tätig. Danach war sein Wohnsitz in Angath/Tirol, von wo er 1854 nach Innsbruck zog. Etwa zehn Jahre später wird als sein Wohnsitz in Wilten genannt. Nach dem Jahre 1870 arbeitete er in Niederösterreich in Seitenstetten, St. Peter in der Au und Windhag, bis er 1883 an seinen Heimatort zurückkehrte, dort noch die Pfarrorgel baute und verarmt als origineller Kauz verstarb.

## Werkliste
Orgeln von Bartlmä Unterberger (1773–1847):
| Jahr      | Ort                         | Gebäude                                 | Bild | Manuale | Register | Bemerkungen                                               |
| --------- | --------------------------- | --------------------------------------- | ---- | ------- | -------- | --------------------------------------------------------- |
| undatiert | Auffach                     | Pfarrkirche Auffach                     |      | I/P     | 8        | gilt als die erste Orgel von Bartlmä Unterberger          |
| 1819      | Ellmau                      | Pfarrkirche Ellmau                      |      | I/P     | 10       |                                                           |
| 1822      | Aurach bei Kitzbühel        | Pfarrkirche Aurach bei Kitzbühel        |      | I/P     | 7        | Gehäuse erhalten, seit 1964 Orgel von Reinisch-Pirchner   |
| 1822–23   | Niederau                    | Pfarrkirche Niederau                    |      | I/P     | 8        |                                                           |
| 1823–24   | Niederndorf                 | Pfarrkirche Niederndorf                 |      | II/P    | 19       | umgebaut 1886 von Albert Mauracher                        |
| 1825      | Jochberg                    | Pfarrkirche Jochberg                    |      | I/P     | 8        | restauriert 2008 durch Wolfgang Bodem                     |
| 1826      | Kirchdorf in Tirol          | Pfarrkirche Kirchdorf in Tirol          |      | I/P     | 10       | seit 1928 Orgel von Orgelbau Cäcilia                      |
| 1827      | Radfeld                     | Filialkirche St. Briccius               |      | I/P     | 8        |                                                           |
| 1829–30   | Itter                       | Pfarrkirche Itter (Tirol)               |      | I/P     | 8        | nicht erhalten                                            |
| 1835      | Langkampfen                 | St. Georg, Oberlangkampfen              |      | I/P     | 6        |                                                           |
| 1836      | Krimml                      | Pfarrkirche Krimml                      |      | I/P     | 8        |                                                           |
| 1836      | Hollersbach im Pinzgau      | Pfarrkirche Hollersbach                 |      | I/P     | 6        |                                                           |
| 1837      | Neukirchen am Großvenediger | Pfarrkirche Neukirchen am Großvenediger |      | I/P     | 10       | nicht erhalten, seit 1998 Orgel von Friedrich Mertel jun. |
| 1837      | Wald im Pinzgau             | Pfarrkirche Wald im Pinzgau             |      | I/P     | 9        |                                                           |
| undatiert | Wildschönau                 | Pfarrkirche Oberau                      |      | I/P     | 13       |                                                           |

Orgeln von Josef Unterberger (1818–1892):
| Jahr    | Ort                    | Gebäude                            | Bild | Manuale | Register | Bemerkungen                                                   |
| ------- | ---------------------- | ---------------------------------- | ---- | ------- | -------- | ------------------------------------------------------------- |
| 1850    | Westendorf (Tirol)     | Pfarrkirche Westendorf (Tirol)     |      | I/P     | 12       |                                                               |
| 1851    | Waidring               | Pfarrkirche Waidring               |      | I/P     | 11       |                                                               |
| 1851    | Going am Wilden Kaiser | Pfarrkirche Going am Wilden Kaiser |      | I/P     | 11       |                                                               |
| 1856    | Leoben                 | Redemptoristenkolleg Leoben        |      | I/P     | 12       |                                                               |
| 1858    | Sankt Stefan ob Leoben | Pfarrkirche St. Stefan             |      | I/P     | 12       |                                                               |
| 1859    | Haiming (Tirol)        | Pfarrkirche Haiming                |      | I/P     | 12       |                                                               |
| 1860    | Innsbruck              | Johanneskirche                     |      | I/P     | 10       |                                                               |
| 1871–72 | Lunz am See            | Pfarrkirche Hl. 3 Könige           |      | II/P    | 16       |                                                               |
| 1875–76 | Seitenstetten          | Stift Seitenstetten                |      | II/P    | 22       | nicht erhalten, seit 1989 Orgel von Orgelbau Pirchner         |
| 1876    | Allhartsberg           | Pfarrkirche Allhartsberg           |      | I/P     | 10       | nicht erhalten, seit 1974 Orgel von OÖ Orgelbauanstalt Kögler |
| 1877    | St. Peter in der Au    | Pfarrkirche St. Peter in der Au    |      | II/P    | 18       |                                                               |
| 1878    | Seitenstetten          | Friedhofskirche St. Veit           |      | I/P     | 5        |                                                               |
| 1879    | Windhag                | Pfarrkirche Windhag                |      | I/P     | 8        | Gehäuse erhalten, seit 1963 Orgel von Gregor Hradetzky        |
| 1883    | Wörgl                  | Pfarrkirche Wörgl                  |      | II/P    | 16       | nicht erhalten, seit 1968 Orgel von Orgelbau Pirchner         |